# Herstaco-Stadion
Das Herstaco-Stadion ist ein Fußballstadion in der niederländischen Gemeinde Roosendaal, Provinz Nordbrabant. Seit 2000 (mit Unterbrechung von 2011 bis 2013) ist die Sportstätte Austragungsort der Heimspiele des RBC Roosendaal und ersetzte das Stadion De Luiten.

## Geschichte
Das Roosendaaler Stadion wurde im Industriegebiet Borchwerf hinter dem Bahnhof Roosendaal errichtet. Die Eröffnung feierte man am 5. November 2000 mit dem Spiel RBC Roosendaal gegen Fortuna Sittard, das mit einem 3:1-Sieg der Hausherren endete. Zu diesem Zeitpunkt hieß die Spielstätte Vast-&-Goed-Stadion. Im August 2005 erhielt es dann den Namen RBC-Stadion und ab der Saison 2007/08 wechselte der Name zu Rosada-Stadion nach dem Unternehmen Rosada Factory Outlet. Ab der Saison 2009/10 trug es den Namen MariFlex-Stadion. Aufgrund der Insolvenz des RBC Roosendaal 2011 wurde der Sponsorenvertrag über den Namen aufgelöst und das Stadion erhielt seinen alten Namen RBC-Stadion zurück. Mit dem Bankrott des RBC ging das Fußballstadion in den Besitz der Gemeinde Roosendaal über, da der Verein der Gemeinde 4,2 Millionen Euro schuldete.
2012 setzte der Verein in der fünften Liga den Spielbetrieb fort. Anfang Mai 2013 wurde bekannt, dass die leerstehende Spielstätte von der Gemeinde Roosendaal an den Unternehmer Paul Hermsen, Gründer und Vorsitzender der Herstaco B.V. (u. a. Stahlrohr-Großhandel), verkauft wurde. Mit dem Eigentümerwechsel erhielt die Veranstaltungsstätte den Namen Herstaco-Stadion. Der 2013 in die vierte Liga aufgestiegene RBC kehrte zur Saison 2013/14 in die Fußballarena zurück.
Das Stadion bietet auf seinen vier überdachten Tribünen 4.995 Sitzplätze. Die Flutlichtanlage steht auf vier senkrecht aufragenden Stahlrohr-Masten in den Stadionecken. Zur Ausstattung des Stadions gehören Veranstaltungsräume für Konferenzen, Präsentationen und Feiern. Von fast allen Räumen hat man Einblick auf das Spielfeld. Des Weiteren verfügt die Anlage u. a. über eine Lounge und eine Brasserie namens Le Royal.
Im Herbst 2005 verhängte der niederländische Fußballverband KNVB eine Geldstrafe gegen den RBC Roosendaal, da das Flutlicht nicht die vorgeschriebene Leistung von 800 Lux erbrachte. Der Verein rüstete nach und ließ auf dem Dach zusätzliche Scheinwerfer platzieren. Während eines Sturms im Jahr 2006 wurden diese Scheinwerfer vom Dach geweht und beschädigten die Tribünen. In der Zwischenzeit wurde die Anlage geändert und verbessert.